# ジョージ・サックヴィル (第4代ドーセット公爵)

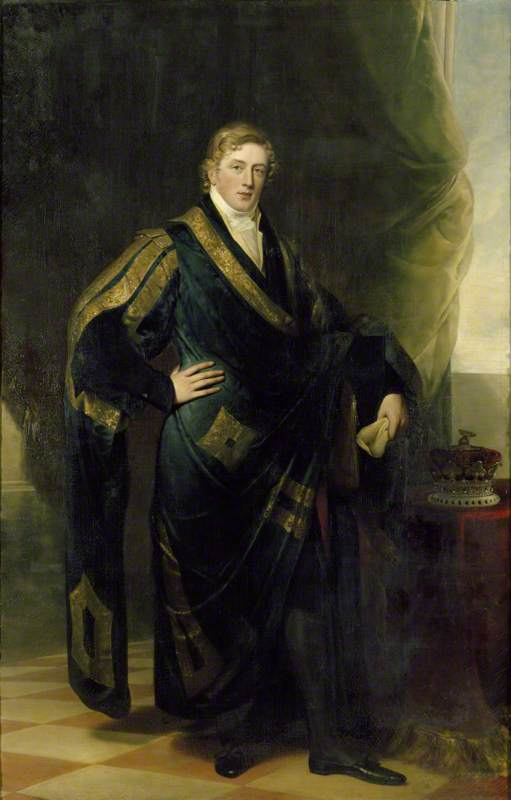
ジョージ・サンダースによる肖像画、1810年代。

第4代ドーセット公爵ジョージ・ジョン・フレデリック・サックヴィル（英語: George John Frederick Sackville, 4th Duke of Dorset、1793年11月15日 – 1815年2月14日）は、グレートブリテン貴族。1799年までミドルセックス伯爵の儀礼称号を使用した。

## 生涯

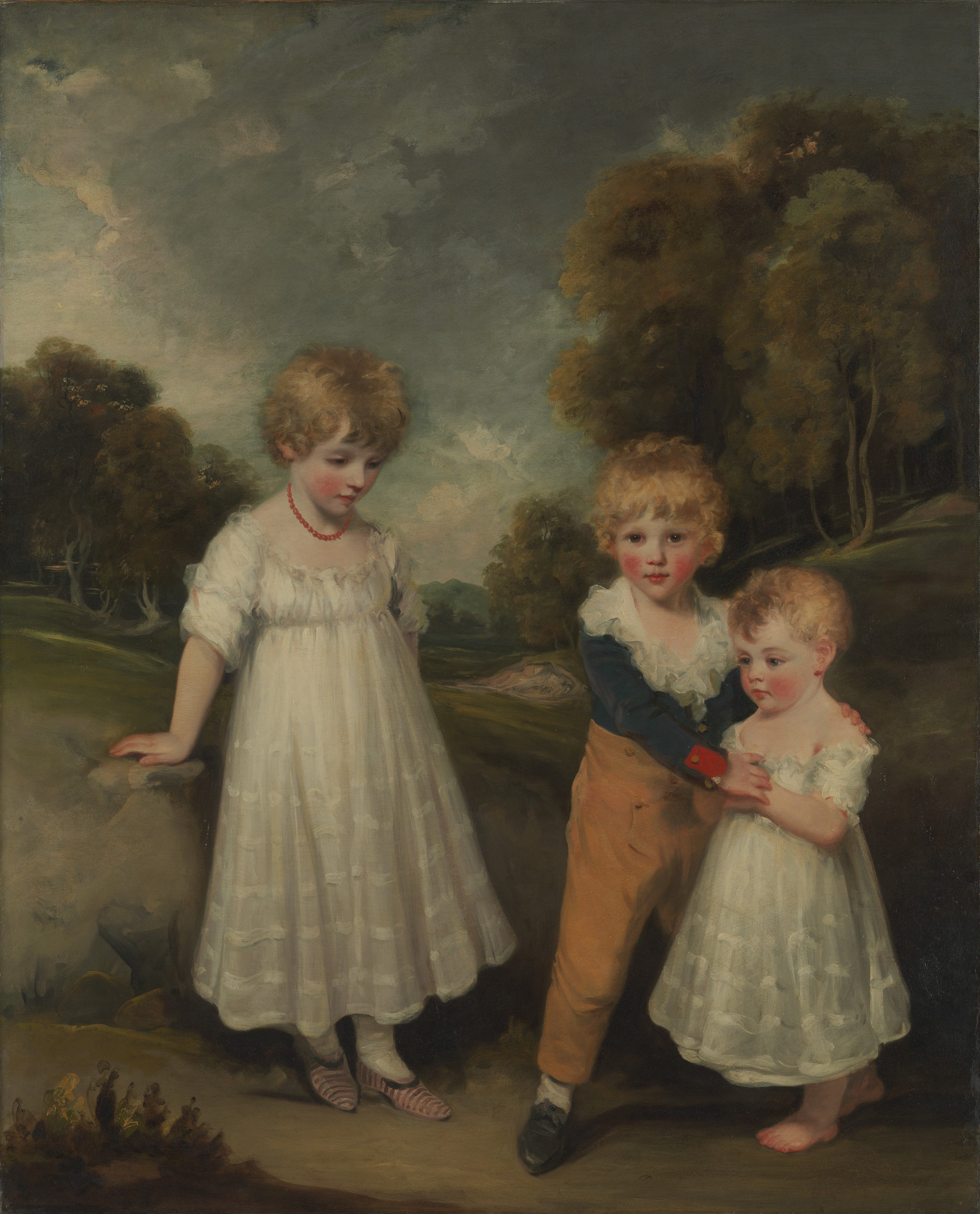
ミドルセックス伯爵と姉妹2人の肖像画。ジョン・ホプナー画、1796年。

第3代ドーセット公爵ジョン・フレデリック・サックヴィルと妻アラベラ・ダイアナ（Arabella Diana、旧姓コープ（Cope）、1769年 – 1825年8月1日、第2代準男爵サー・チャールズ・コープの娘）の息子として、1793年11月15日に生まれ、12月30日にノールで洗礼を受けた。1799年7月19日に父が死去すると、ドーセット公爵位を継承した。母は1801年4月7日に初代ウィットワース男爵チャールズ・ウィットワース（のちの初代ウィットワース伯爵）と再婚した。
ハーロー校で教育を受けた後、1810年10月23日にオックスフォード大学クライスト・チャーチに入学、1813年6月30日にM.A.の学位を修得した。
1813年7月26日、初代ウィットワース子爵（初代ウィットワース男爵が1813年に昇叙）の後任としてケント州民兵隊のセブノークスとブロムリー連隊（Sevenoaks and Bromley Regiment）のlieutenant-colonel commandantに任命された。
アイルランド総督を務めていたウィットワース子爵に会いに行く道中、1815年2月14日に第5代ポーズコート子爵リチャード・ウィンフィールドとともに狩猟に出かけたが、ダブリン県キリニーで落馬事故を起こして死去した。同年3月3日、サセックスのWithyamで埋葬された。生涯未婚であり、爵位は祖父の弟の息子にあたる第2代サックヴィル子爵チャールズ・サックヴィル＝ジャーメインが継承した。一方、ノールなどサックヴィル家領の大半は姉メアリー（1864年7月20日没）と妹エリザベス（1870年没、初代バックハースト女男爵）が継承した。